# ハヴィ風力発電所
ハヴィ風力発電所（ハヴイふうりょくはつでんしょ、英語: Hawi Wind Farm）は、アメリカ合衆国ハワイ州のハワイ島にある風力発電所である。

## 概要
ハヴィ風力発電所はアメリカ合衆国ハワイ州ハワイ島の北西部・ハヴィ近郊にある風力発電所である。フランス電力も投資しているenXco Inc.、International Energy Services, USA, Inc.、ハヴィ再生開発会社（Hawi Renewable Development, LLC）三社のパートナーシップが所有している。  
2005年4月に建設が始まり、2006年5月に商業運転を開始した。ベスタス社製のV47型風力タービン16基により10.56メガワットを発電する能力があり、ハワイ電力工業のハワイ島子会社へ売電している。これはアメリカ合衆国の主な風力発電所(英語)の中でも比較的小型の発電所だが、ハヴィはハワイ島のヒロやカイルア・コナからは遠い北端にあるため、地域の電力供給の中心となっており、一旦この発電所になんらかの事故があると町が停電になることもある。 

## 場所
ハヴィの町の郊外で、ハワイ州道270号線からウポル岬とウポル空港へ行く道の脇にあり、身近に風力発電所を見ることができる。

## 参照
1. ↑   Construction of Hawi Wind Farm to begin in November, 2005
2. ↑   Helco Welcomes More Wind Power
3. ↑   Loss of Wind Farm Cuts Power to HELCO Customers